# 東スポーツセンター
東スポーツセンター（ひがしスポーツセンター）は、愛知県名古屋市東区大幸南一丁目1番10号にある市営のスポーツ施設である。

## 概要
カルポート東の複合施設の中に、名古屋市東文化小劇場と名古屋市東図書館とともに位置している。
- 施設内には、屋内プール、トレーニング室、軽運動室、体育館（競技場）弓道場などがある。

## 沿革
- 2002年（平成14年）11月オープン。

## 施設

### 第1競技場
観客席 ： 981席（うち、車いす用5席）
- テニス2面
- バスケットボール2面
- バレーボール（6人制）3面
- バレーボール（9人制）2面
- バドミントン10面
- レクインディアカ10面
- ハンドボール1面
- フットサル1面
- 卓球24台
- ランニングコース ： 約190平方メートル（トレーニング室利用者用）

### 第2競技場
477平方メートル（31m×15.4.m）
- 柔道・剣道・空手/各2面

※球技ではご利用いただけません。

### 軽運動室
- 卓球、社交ダンス、ジャズダンス

※球技ではご利用いただけません。（卓球を除く）

### トレーニング室
- 34種類79台

### 温水プール
- 練習用	25m×5コース（水深1.1m～1.3m）
- 歩行用	25m×1コース（水深1.1m）
- 学童用	25m×1コース（水深0.8m）
- 幼児用	50平方メートル（水深0.5m）
- その他	車いす用進入路（スロープ）あり

### 弓道練習場
- 近的（28m）6人立

### 会議室
- 3室（24名、18名、18名）

### スポーツ広場
- 面積 ： 280平方メートル
- 種目 ： 3on3バスケットボール1面

### 駐車場
- 102台

## 所在地
- 愛知県名古屋市東区大幸南一丁目1番10号

## 周辺施設
- ナゴヤドーム
- 名古屋晴明神社（駅より徒歩12分[1]）
- カルポート東
  - 東スポーツセンター
  - 東文化小劇場
  - 名古屋市東図書館
- 名城大学 ナゴヤドーム前キャンパス
- 国土交通省中部地方整備局 中部技術事務所
- 名古屋大学 大幸キャンパス（医学部保健学科）
  - 名古屋大学医学部附属病院 大幸医療センター
- 名古屋市立矢田小学校
- 矢田本通商店街
- イオンモールナゴヤドーム前
  - イオンナゴヤドーム前店
- メッツ大曽根
- 名古屋矢田郵便局
- 名古屋鉄道（名鉄）瀬戸線 矢田駅
- 環状線（名古屋市道名古屋環状線）
- 瀬戸街道（愛知県道61号名古屋瀬戸線）
- 名古屋市道大幸線

## 交通アクセス

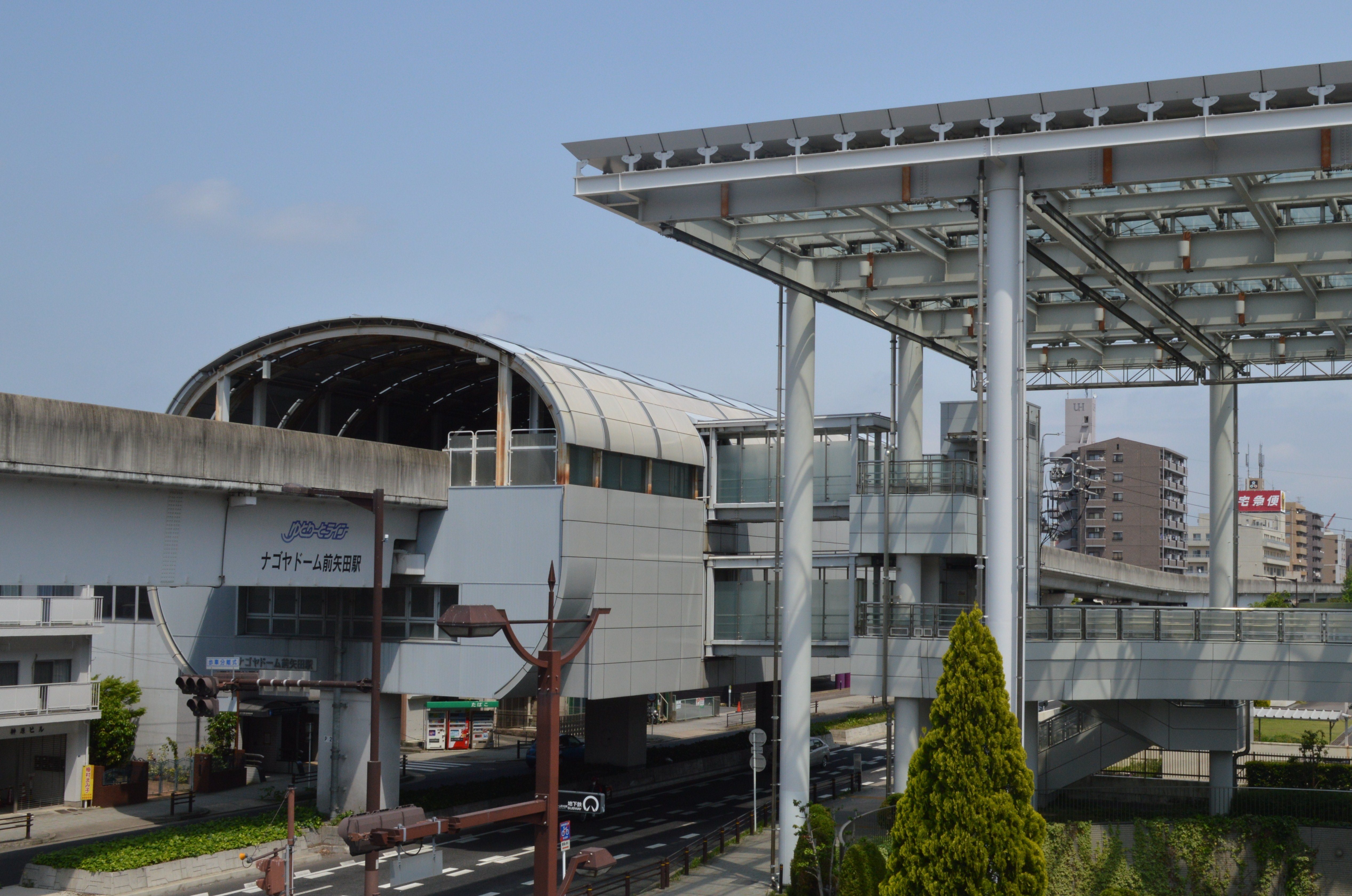
ナゴヤドーム前矢田駅

### 鉄道
地下鉄
- 名古屋市営地下鉄名城線：ナゴヤドーム前矢田駅1番出口から徒歩すぐ

ガイドウェイバス
- ゆとりーとライン志段味線：ナゴヤドーム前矢田駅から徒歩すぐ

### バス
市バス
- 名駅15　名古屋駅⇔砂田橋
- 東区巡回　茶屋が坂⇔大曽根

いずれも「大幸（カルポート東）」下車、徒歩すぐ